# Втори артилерийски полк
Втори артилерийски полк е български артилерийски полк, формиран през 1880 година, взел участие във всички войни по време на Третото българско царство. Това е първата крупна артилерийска единица в България.

## Формиране
Втори артилерийски полк е формиран в Шумен с указ №75 от 19 юни 1880 година под името Артилерийски полк в шест-батареен състав.
На 13 септември 1885 година с височайши приказ №50 за командир на полка се назначава майор Петър Груев, офицер от 1-ви артилерийски полк
На 1 декември 1920 година съгласно предписание №6129 и в изпълнение на клаузите на Ньойския мирен договор е реорганизиран във 2-ро артилерийско отделение с три батареи и домакински взвод. През 1923 година участва в потушаването на Септемврийското въстание в района на Фердинанд (днес Монтана) и Берковица. През 1928 година отделението е реорганизирано във 2-ри артилерийски полк с две отделения, но до 1938 година носи явното си наименование като отделение.

## Първа световна война (1915 – 1918)
През Първата световна война (1915 – 1918) полкът заедно 12-и с.с. артилерийски полк влизат в състава на 6-а артилерийска бригада (6-а пехотна бдинска дивизия).
През войната полкът има следния числен състав, добитък, обоз и въоръжение:
| Числен състав                                       | Добитък    | Обоз                                          | Въоръжение                      |
| --------------------------------------------------- | ---------- | --------------------------------------------- | ------------------------------- |
| Офицери: 22 Чиновници: 1 Подофицери и войници: 1217 | Коне: 1026 | Обикновени коли: 134 Товарни: 77 Специални: 3 | Пушки и карабини: 57 Оръдия: 22 |

## Втора световна война (1941 – 1945)
По време на Втората световна война (1941 – 1945) полкът е в района на Крива Паланка, Велес, Прилеп и Кюприя (1941 – 1944), след което взема участие в първата фаза на войната срещу Третия Райх в състава на 6-а пехотна бдинска дивизия с която участва в Нишката и Косовската операция. През декември 1944 година се завръща във Враца, където е демобилизиран.
За времето в което полкът отсъства в мирновременния си гарнизон, на негово място се формира допълваща батарея.
С указ № 6 от 5 март 1946 г. издаден на базата на доклад на Министъра на войната № 32 от 18 февруари 1946 г. е одобрена промяната на наименованието на полка от 2-ри дивизионен артилерийски на Н.В. Царица Йоанна полк на 2-ри дивизионен артилерийски полк.

## Наименования
През годините полкът носи различни имена според претърпените реорганизации:
- Артилерийски полк (1880 – 1883)
- Втори артилерийски полк (1883 – 1912)
- Втори артилерийски скорострелен полк (1912 – 1913)
- Втори артилерийски полк (1913 – 1920)
- Второ артилерийско отделение (1920 – 1928)
- Втори артилерийски полк (1928 – 19 ноември 1932)
- Втори артилерийски на Н.В. Царица Йоанна полк (от 19 ноември 1932 г.)
- Втори дивизионен артилерийски на Н.В. Царица Йоанна полк (до 5 март 1946 г.)
- Втори дивизионен артилерийски полк (5 март 1946 – 1951)
- Десети оръдеен артилерийски полк (1951 – 1955)

## Командири
Званията са към датата на заемане на длъжността.
| №   | звание       | име                     | дати                                     |
| --- | ------------ | ----------------------- | ---------------------------------------- |
| 1.  | Майор        | Леонов                  | 19 юли 1880 – 30 ноември 1881            |
| 2.  | Майор        | Константин Томилин      | 30 ноември 1881 – 19 юни 1882 (временен) |
| 3.  | Майор        | Леонид Муснитски        | 19 юни 1882 – 11 декември 1884           |
| 4.  | Майор        | Сергей Ляпунов          | 11 декември 1884 – 13 септември 1885     |
| 5.  | Майор        | Петър Груев             | 13 септември 1885 – 20 ноември 1885      |
| 6.  | Капитан      | Петър Тантилов          | 20 ноември 1885 – 5 март 1886            |
| 7.  | Капитан      | Илия Козаров            | 5 март 1886 – 3 ноември 1886             |
| 8.  | Капитан      | Никола Рясков           | 3 ноември 1886 – 6 март 1887             |
| 9.  | Капитан      | Тодор Увалиев           | 6 март 1887 – 9 ноември 1887             |
| 10. | Капитан      | Пантелей Ценов          | 9 ноември 1887 – 24 април 1889           |
| 11. | Капитан      | Димитър Бояров          | 24 април 1889 – 19 март 1890             |
| 12. | Майор        | Христо Кирков           | 19 март 1890 – 24 февруари 1899          |
| 13. | Подполковник | Иван Шишков             | 24 февруари 1899 – 20 юни 1903           |
| 14. | Полковник    | Васил Събов             | 20 юни 1903 – 1906                       |
| 15. | Полковник    | Христо Кушев            | от 1906                                  |
| 16. | Полковник    | Нягул Цветков           | от 12 януари 1907                        |
| 17. | Полковник    | Калин Найденов          | 19 юни 1908 – 1911                       |
|     | Полковник    | Димитър Русчев          | 1912 – 1914                              |
|     | Подполковник | Трифон Пеев             | от септември 1915                        |
|     | Майор        | Христо Луков            | 1919 – 1924                              |
|     | Подполковник | Константин Аврамов      | 1928 – 1929                              |
|     | Полковник    | Димитър Георгиев        | 1935 – неизв.                            |
|     | Подполковник | Владимир Чукурски       | 1 май 1936 – 2 ноември 1938              |
|     | Подполковник | Христо Феслийски        | 1939 – 1940                              |
|     | Полковник    | Димитър Попдимитров     | 1940 – 1944                              |
|     | Полковник    | Иван Константинов Венер | 1946                                     |

Други командири: Иван Николов